# Королевские валлийцы

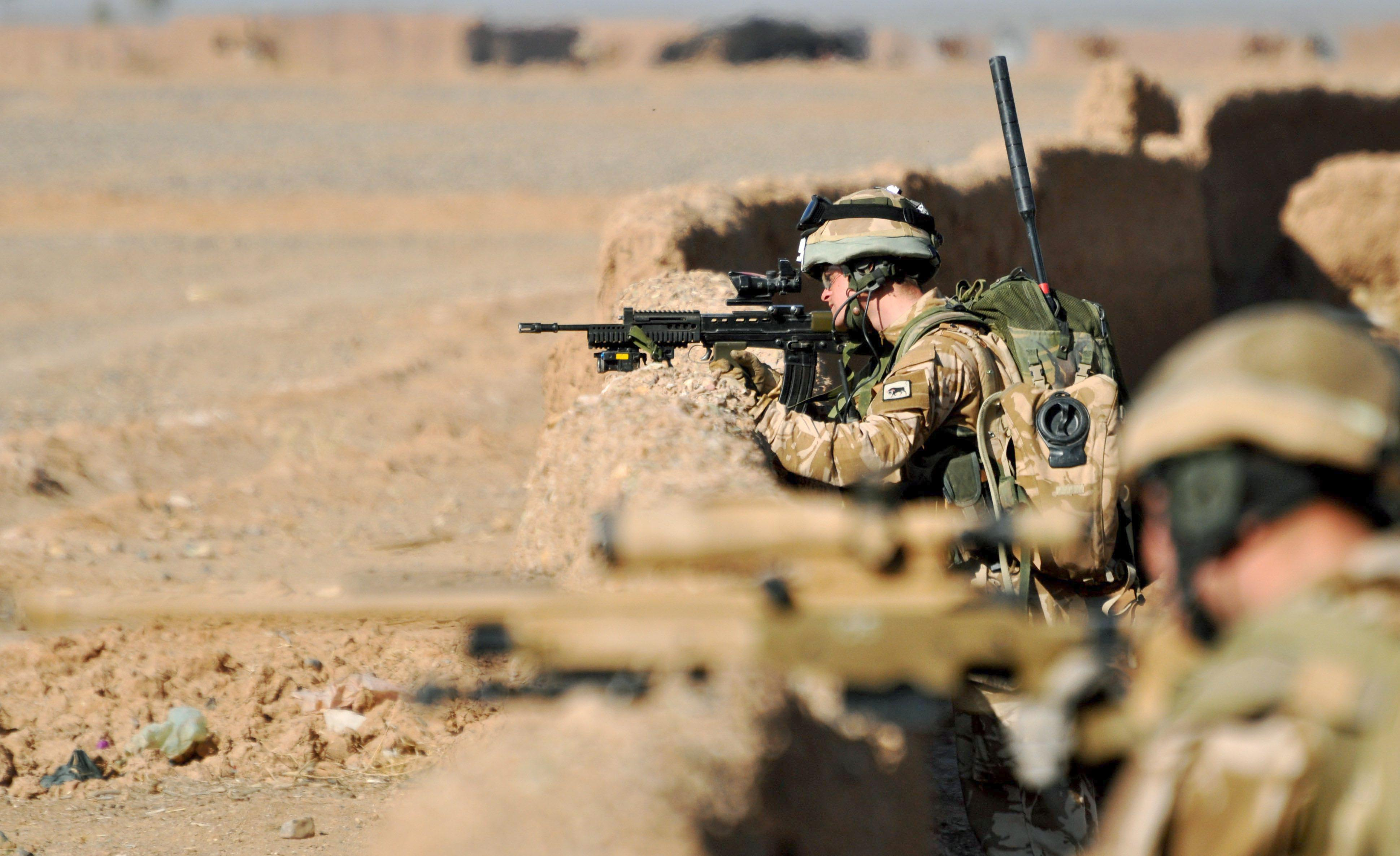
Разведчики 1-го батальона в Афганистане

Королевские валлийцы (англ. The Royal Welsh, валл. Y Cymry Brenhinol) — британский пехотный полк, образованный 1 марта 2006 в День Святого Давида в рамках военной реформы Великобритании. Образован на основе Королевских уэльских фузилёров и Королевского уэльского полка, составивших 1-й и 2-й батальоны Королевских валлийцев, является одним из основных подразделений британской армии с оборонительными задачами. По некоторым данным, 2-й батальон в ближайшем будущем по программе реформы армии также поглотит и 1-й батальон, получив название 1-го батальона соответственно. Королевские валлийцы являются одним из трёх полков, добровольцы которых набираются исключительно из Уэльса. По статусу находится выше Королевского ирландского полка и ниже Мерсийского полка.

## Структура
Официально Королевские валлийцы включают в свой состав два регулярных батальона и батальон Территориальной армии:
- 1-й батальон Королевских уэльских фузилёров (до 1889 года 23-й пехотный полк) — легкопехотный батальон, базирующийся с августа 2008 года в казармах Дэйл города Честер. Два года нёс службу на Кипре, планирует перевооружение до уровня механизированного батальона и переподчинение 12-й механизированной бригаде[3]. Насчитывает 731 чел. (2018)[4]
- 2-й батальон Королевского полка Уэльса (до 1889 года 24/41-й пехотный полк) — механизированный батальон, базирующийся в казармах Лакнау в Тидуорте. В рамках программы реформирования Британской армии распущен к 2020 году[1].
- 3-й батальон Территориальной армии (бывший Королевский уэльский полк) — батальон территориальной армии, включает в свой состав оркестр полка. Насчитывает 403 чел. (2018)[4]

## Униформа
Изображение на головных уборах военнослужащих полка — стилизованный герб в виде трёх белых перьев Принца Уэльского. Подобное изображение использовалось у Королевского полка Уэльса; плюмаж Королевских уэльских фузилёров является украшением головных уборов младших офицеров.

## Символы полка
Покровительницей полка является непосредственно королева Елизавета II. В составе полка есть также кашмирский козёл Шенкин III, более известный как Уильям Уиндзор, заступивший на службу 15 июня 2009 в ранге не маскота, а полноправного солдата-фузилёра.

### Оркестр
Полковой оркестр королевских валлийцев (англ. The Regimental Band of the Royal Welsh) состоит из 30 солдат 3-го батальона. Регулярно участвует в торжественных мероприятиях типа парадов, торжественных встреч высокопоставленных лиц и на концертах. В октябре 2009 года по причине сокращения бюджета Министерства обороны с октября 2009 года по апрель 2010 года были отменены концерты, в том числе на регбийных матчах конца 2009 года и День памяти павших. Музыканты оркестра согласились выступать только на благотворительных мероприятиях. После изменения бюджета и его расширения оркестр снова был воссоздан.

## Подразделения-союзники
- 22-й королевский полк
- Полк Онтарио[англ.]
- Королевский полк Нового Южного Уэльса[англ.]
- 121-й пехотный батальон[англ.] Южно-Африканского пехотного корпуса
- Преторианский танковый полк
- 4-й батальон (92-й Пенджабский) Белуджского полка
- 3-й батальон Передовых сил
- 4-й батальон Королевского Малайского полка